# Nordskovskolen
 Der er for få eller ingen kildehenvisninger i denne artikel, hvilket er et problem. Du kan hjælpe ved at angive troværdige kilder til de påstande, som fremføres i artiklen.

Nordskovskolen er en folkeskole der ligger i den nordlige del af den mellemstore stationsby Haslev. Nordskovskolen er den største skole i Haslev. Nordskovskolen er en skole der går fra 1-9 klasse (2022), og er den mest kendte skole i hele byen.[kilde mangler]
|  | Denne artikel om en bygning eller et bygningsværk kan blive bedre, hvis der indsættes et (bedre) billede. Du kan hjælpe ved at afsøge Wikimedia Commons for et passende billede eller lægge et op på Wikimedia Commons med en af de tilladte licenser og indsætte det i artiklen. |

55°20′5.74″N 11°56′45.29″Ø / 55.3349278°N 11.9459139°Ø